# Krzysztof Szubarga
Krzysztof Szubarga (Inowrocław, 5 luglio 1984) è un ex cestista polacco.

## Carriera
Con la Polonia ha disputato due edizioni dei Campionati europei (2009, 2013).